# Canal 4 Multinoticias
Canal 4  es un canal de televisión abierta nicaragüense, fundado por Nueva Imagen, S.A., propiedad de Informativos de Televisión y Radio S.A. (Intrasa)

## Historia
Canal 4 fue fundado el 12 de octubre de 1992, a las 10 de la noche. Su programación inicial constató de propagandas del FSLN, más un pequeño puñado de telenovelas brasileñas y el programa de La Cámara Matizona, de tinta satírica al régimen democrático de Violeta Barrios de Chamorro.
Es, en efecto, junto a Radio YA un organismo destinado a la expresión de la izquierda nicaragüense.
Hasta el año 2004, Canal 4 emitió desde las 4 de la tarde hasta las 11 de la noche, y a partir de 2005 amplió su horario de emisión a 18 horas, es decir, de 6 de la mañana a 12 de la noche. Además empezó a variar su programación entre series, dibujos animados, telenovelas, el noticiero y programas costarricenses.
El noticiero Multinoticias se fundó en 1995, con una temática sociopolítica. Hacia 2006 el noticiero renovó su imagen, sintonía y siendo el eslogan "Multinoticias, el enfoque de la dignidad sandinista." A partir del triunfo de Daniel Ortega, el noticiero se ha convertido en la principal voz del gobierno en medios de comunicación, teniendo incluso la primera dama Rosario Murillo una sección propia y diaria en el noticiero. 
A partir del triunfo del sandinismo en 2007, el leal medio del partido FSLN pasaría a formar parte de lo que sería el primer medio parte del monopolio familiar conocido como Medios Del Poder Ciudadano, además de cambiar su programación, renovando su imagen, mejorando la calidad de grafismos, equipos, eslogan y aumentando considerablemente la audiencia del canal. 
En 2010 Canal 4 se comenzó a emitir sus transmisiones las 24 horas y superó la programación de telenovelas brasileñas y el noticiero de Multinoticias.
En 2012 el canal vuelve a renovar su imagen, con un nuevo eslogan pasando de ser Canal 4 Tu Destino, eslogan que permaneció durante muchos años, a Canal 4 La mejor televisión. Además se presentan mejoras en cuanto a la calidad en las cortinillas y grafismos del canal. También se potencia su página web y además se pone en marcha la transmisión del canal en directo por internet las 24 horas.
En julio de 2017, el empresario David Pereira, de ideales sandinistas, compró el canal por una suma de dinero aun no publicada.

## Logotipos
No hay Más Información acerca de esto